# George Gamow
George Gamow (în rusă:Георгий Антонович Гамов/ Gheorghi Antonovici Gamov) (n. 4 martie 1904, Odessa, Imperiul Rus – d. 19 august 1968, Boulder, Colorado, SUA) a fost un fizician și astrofizician american de origine rusă.

## Biografie
S-a născut la 4 martie 1904 la Odesa, în Imperiul Rus, (azi pe teritoriul Ucrainei) într-o familie rusă.
A absolvit Universitatea din Leningrad în anul 1926, iar între anii 1931 și 1933 lucrează la Institutul fizico-tehnic din același oraș. După o deplasare în străinătate (în Belgia) nu a mai revenit în URSS.
I-a avut ca profesori pe Niels Bohr și Ernest Rutherford la Universitatea Cambridge.
Începând din anul 1934 este profesor la Universitatea George Washington din SUA. Din anul 1956 a fost profesor al Universității din Colorado (Boulder).
Una dintre rudele apropiate a lui Gamow, Igor Ivanovici Gamow a locuit la Chișinău și a fost șeful catedrei de geometrie descriptivă de la Institutul Politehnic in anii 70- 80 ai secolului XX. Ivan Gamow a fost fratele lui Anton Gamow, tatăl lui George Gamow.

## Creația științifică
Lucrările lui Gamow se referă la mecanica cuantică, fizica atomică și nucleară, astrofizică, cosmologie, gravitație și istoria fizicii.
A scris numeroase lucrări privind structura atomului și a nucleului.
A pus în evidență primul caz cunoscut de izomerie nucleară și a explicat teoretic unele din legile radioactivității cu ajutorul undelor asociate particulelor nucleare.
În anul 1928 a aplicat mecanica cuantică pentru a explica procesul de dezintegrare α a nucleului atomic. Gamow este unul dintre autorii ideii de efect tunel în mecanica cuantică. Independent de Gamow aceste probleme au fost examinate și elaborate și de R. Gurney și E. Condon. În anul 1936, în colaborare cu Edward Teller, a stabilit regulile de selecție în dezintegrarea β. O mare parte din lucrările lui Gamow se referă la cosmologie și astrofizică. În tinerețe, în colaborare cu Landau și Ivanenko a examinat modelul Universului în ansamblu și trecerea-limită între teoriile clasice și cuantice. A aplicat pe larg fizica nucleară la explicarea proceselor din nucleele stelare. În anul 1942 a sugerat un model al învelișului unui gigant roșu, iar mai târziu a studiat rolul neutrinilor la exploziile novelor și supernovelor. În anii 1946–1948 a elaborat teoria formării elementelor chimice prin procesul de captură consecutivă de neutroni, iar mai târziu și modelul "Universului fierbinte", în care un loc îi revine radiației de fond, estimând temperatura acesteia cu o eroare de 2 ori (1956) (6 K în loc de 3 K). Acest model a fost confirmat în anul 1965 prin descoperirea radiației de fond de către radiofizicienii americani Arno Penzias și Robert Wilson. A sugerat de asemenea un model al colapsului gravitațional. A formulat de asemenea problema codului genetic.
Una dintre doctoranzii profesorului Gamow in SUA a fost Vera Rubin, astrofizician, care a formulat prima in lume problema platitudinii curbelor de rotație ale galaxiilor spirale, și care a condus în consecință, la găsirea unei soluții posibile a problemei în așa- zisa materie întunecată ( obscură) și a energiei întunecate ( obscure) in Univers.

## Opera
- 1932: Alcătuirea nucleului atomic și radioactivitatea, Moscova - Leningrad;
- Creația Universului
- 1963: Planeta cu numele Pământ;
- 1964: Steaua cu numele Soare;
- 1961: Gravitația;
- 1,2,3... infinit
- 1966: 30 de ani care au zguduit fizica. Istoria teoriei cuantice
- Biografia fizicii.